# إنوما آنو إنليل
𒌓𒀭𒈾𒀭𒂗𒆤𒇲 Anu Enlil (إنوما آنو إنليل،  تترجم حرفيا. عندما [الآلهة] آنو وإنليل، هي سلسلة رئيسية من 68 أو 70 لوحا (حسب المراجعة) تتعامل مع علم التنجيم البابلي. الجزء الأكبر من العمل عبارة عن مجموعة كبيرة من الطوالع، يقدر عددها ما بين 6500 و 7000، والتي تفسر مجموعة واسعة من الظواهر السماوية والجوية من حيث الصلة بالملك والدولة. :78

## ملخص
«إنوما آنو إنليل» هو المصدر الرئيسي الطوالع المستخدمة في التقارير الفلكية المنتظمة التي أرسلها العلماء إلى الملك الآشوري الحديث. هناك أكثر من 500 تقرير من هذا القبيل منشورة في المجلد 8 من أرشيف الدولة في آشور. غالبية هذه التقارير تسرد ببساطة الطوالع ذات الصلة التي تصف الأحداث السماوية الأخيرة على أفضل وجه ويضيف العديد منها تعليقات توضيحية موجزة بشأن تفسير الطوالع لصالح الملك.
تقرير نموذجي يتناول أول ظهور للقمر في اليوم الأول من الشهر يتجلى في التقرير 10 من المجلد 8 من أرشيف الدولة:
تجميع هذه السلسلة في هذا الشكل الرسمي ربما كان خلال عهد الكيشين (1595-1157 قبل الميلاد) ولكن كان هناك بالتأكيد شكل من أشكال النموذج الأولي لتيار «إنوما آنو إنليل» في العصر البابلي القديم (1950-1595) قبل الميلاد). استمر استخدامه جيدًا حتى الألفية الأولى، حيث تمت كتابة أحدث نسخة قابلة للتأريخ في عام 194 قبل الميلاد. يُعتقد أن أول 49 لوحا تم نقلها إلى الهند في القرنين الرابع أو الثالث قبل الميلاد وأن الألواح النهائية التي تتعامل مع النجوم قد وصلت أيضًا إلى الهند قبل بداية العصر المشترك.

## محتويات
السلسلة بأكملها لم تتم إعادة بنائها بالكامل ولا تزال العديد من الفجوات في النص واضحة. الأمر معقد بسبب حقيقة أن نسخ نفس اللوح غالبًا ما تختلف في محتوياتها أو يتم تنظيمها بشكل مختلف - وهي حقيقة قادت بعض العلماء إلى الاعتقاد بوجود ما يصل إلى خمس عمليات إعادة قراءة مختلفة للنص الحالي في أنحاء مختلفة من الشرق الأدنى القديم.  :76–82
يتضح موضوع ألواح «إنوما آنو إنليل» من خلال نمط يكشف سلوك القمر أولاً، ثم الظواهر الشمسية، تليها أنشطة الطقس الأخرى، وأخيراً سلوك النجوم والكواكب المختلفة.
تتناول الألواح الثلاثة عشرالأولى الظهور الأول للقمر في أيام مختلفة من الشهر، وعلاقته بالكواكب والنجوم، وظواهر أخرى مثل الهالات القمرية وتيجانها. النذائر في هذا الجزء، مثل تلك المقتبسة أعلاه، هي الأكثر استخدامًا في المجموعة الكاملة. وقد تم تذييل هذا الجزء باللوح رقم 14، الذي يتناول بشكل مفصل مخططًا رياضيًا أساسيًا للتنبؤ برؤية القمر.
أمل الألواح من 15 إلى 22 فهي مخصصة لخسوف القمر. ويستخدم العديد من أشكال الترميز، مثل التاريخ وساعات الليل وأرباع القمر، للتنبؤ بالمناطق والمدن التي يعتقد أن الكسوف يؤثر عليها.
تتناول الألواح من 23 إلى 29 ظهور الشمس ولونها وعلاماتها وعلاقتها بالضفاف السحابية وسحب العاصفة عند شروقها. يتم استكشاف كسوف الشمس في الألواح من 30 إلى 39.
تتعلق الألواح من 40 إلى 49 بظواهر الطقس والزلازل، مع إيلاء اهتمام خاص لحدوث الرعد.
آخر 20 لوحًا خصصت للنجوم والكواكب. تستخدم هذه الألواح على وجه الخصوص شكلاً من أشكال الترميز يتم فيه استبدال أسماء الكواكب بأسماء النجوم والأبراج الثابتة.

## نشر السلسلة
في الوقت الحاضر، تم نشر أقل من نصف السلسلة في طبعات إنجليزية حديثة.
تمت نشر ألواح خسوف القمر (الألواح 15-22) وترجمتها في جوانب من عرافة البابلية السماوية ، بقلم ف.روشبرج-هالتون، 1989.
نُشرت الطوالع الشمسية (أقراص 23-29) تحت عنوان The Solar Omens of Enuma Anu Enlil والذي قام بتحريره و. فان سولدت، 1995.
وقد تم نشر العديد من الألواح المتعلقة بالكواكب من قبل E.Rener و H. Hunger تحت عنوان Babylonian Planetary Omens مجلدات 1-4.
تم نشر الجزء الأول من نشرة القمر (الألواح من 1-6) باللغة الإيطالية بواسطة L. Verderame، Le tavole I-VI della serie astrologica Enuma Anu Enlil ، 2002.
تم نشر الألواح (من 44-49) بواسطة E.Gehlken في Weather Omens لـ Enūma Anu Enlil : العواصف الرعدية والرياح والمطر (الألواح من 44-49) (Leiden: Brill ، 2012).
- علم التنجيم البابلي